# Чемпионат России по пляжному футболу среди женских команд
Чемпионат России по пляжному футболу среди женских команд проводится с 2012 года под эгидой Федерации пляжного футбола России. Действующим чемпионом является команда «Кристалл» (Санкт-Петербург). Рекорд по количеству побед в турнире принадлежит другой питерской команде «Звезда», имеющей в активе шесть чемпионских титулов.
Шесть раз турнир принимала Москва, пять раз — Санкт-Петербург и один раз Анапа. В сезоне 2024 года в турнире принимали участие 12 команд, разделённых на три группы.
В 2014 году команда «Крымчанка» из Севастополя, победившая в чемпионате, из-за возможных санкций от УЕФА за участие представителей полуострова в российских соревнованиях, сменила название перед последним матчем турнира и стала победителем соревнования под названием «Олимпик» (Краснодар).

## Победители и призёры
| Год  | Чемпион                    | 2-е место                         | 3-е место                           | Место проведения финала |
| ---- | -------------------------- | --------------------------------- | ----------------------------------- | ----------------------- |
| 2012 | МГУП (Москва)              | «Кристалл-Нева» (Санкт-Петербург) | «СІТҮ» (Санкт-Петербург)            | Санкт-Петербург         |
| 2013 | «Локомотив» (Москва)       | «Кристалл-Нева» (Санкт-Петербург) | «СІТҮ» (Санкт-Петербург)            | Санкт-Петербург         |
| 2014 | «Олимпик» (Краснодар)      | «Кристалл» (Санкт-Петербург)      | «Нева-СІТҮ» (Санкт-Петербург)       | Анапа                   |
| 2015 | «Звезда» (Санкт-Петербург) | РУСБАЛТ (Москва)                  | РГАУ-МСХА (Москва)                  | Москва                  |
| 2016 | «Нева» (Санкт-Петербург)   | «Звезда» (Санкт-Петербург)        | «Северная звезда» (Санкт-Петербург) | Санкт-Петербург         |
| 2017 | «Звезда» (Санкт-Петербург) | «Драйв 39» (Брянск)               | «Альфа-09» (Калининград)            | Москва                  |
| 2018 | «Звезда» (Санкт-Петербург) | «Нева» (Санкт-Петербург)          | «Альфа-09» (Калининград)            | Москва                  |
| 2019 | «Звезда» (Санкт-Петербург) | «Lex-Яблочная» (Санкт-Петербург)  | «Строгино» (Москва)                 | Москва                  |
| 2020 | «Звезда» (Санкт-Петербург) | «Lex» (Санкт-Петербург)           | «Строгино» (Москва)                 | Москва                  |
| 2021 | «Логодор» (Москва)         | «Звезда» (Санкт-Петербург)        | «Строгино» (Москва)                 | Москва                  |
| 2022 | Кристалл (Санкт-Петербург) | «Звезда» (Санкт-Петербург)        | Сборная Санкт-Петербурга            | Москва                  |
| 2023 | «Звезда» (Санкт-Петербург) | Сборная Санкт-Петербурга          | Кристалл (Санкт-Петербург)          | Санкт-Петербург         |
| 2024 | Кристалл (Санкт-Петербург) | «Звезда-М» (Санкт-Петербург)      | «Звезда» (Санкт-Петербург)          | Санкт-Петербург         |

## Лучшие игроки
| Год  | Лучший игрок                     | Лучший бомбардир                            | Лучший вратарь              |
| ---- | -------------------------------- | ------------------------------------------- | --------------------------- |
| 2012 |                                  | Анастасия Ефимова (МГУП)                    |                             |
| 2013 | Татьяна Кулешова (Локомотив)     |                                             |                             |
| 2014 |                                  | Марина Фёдорова (Олимпик)                   |                             |
| 2015 | Анна Костина (РУСБАЛТ)           | Наталья Сапелкина (ДСО Торпедо)             | Виктория Силина (Звезда)    |
| 2016 | Евгения Захарова (Нева)          | Марина Фёдорова (Звезда)                    | Екатерина Герасимова (Нева) |
| 2017 | Александра Самородова (Альфа-09) | Иветта Акулова и Юлия Сержантова (Драйв 32) | Виктория Силина (Звезда)    |
| 2018 | Анастасия Горшкова (Звезда)      | Наталья Зайцева (Звезда)                    | Екатерина Климчук (Нева)    |
| 2019 | Анна Чернякова (Звезда)          | Наталья Деребезова (Руки вверх)             | Анна Акылбаева (Звезда)     |
| 2020 | Анастасия Горшкова (Лекс)        | Варвара Бычкова (Строгино)                  | Анна Акылбаева (Звезда)     |
| 2021 | Анна Шульга (Логодор)            | Варвара Бычкова (Логодор)                   | Виктория Кислова (Логодор)  |
| 2022 | Анастасия Горшкова (Кристалл)    | Варвара Бычкова (Кристалл)                  | Ксения Мартемьянова (СПб)   |
| 2023 | Анна Чернякова (Звезда)          | Анастасия Шмелёва (КПРФ-Урицк)              | Анна Акылбаева (Звезда)     |
| 2024 | Анастасия Горшкова (Кристалл)    | Анна Чернякова (Звезда)                     | Виктория Силина (Кристалл)  |